# کنده‌کاری میوه

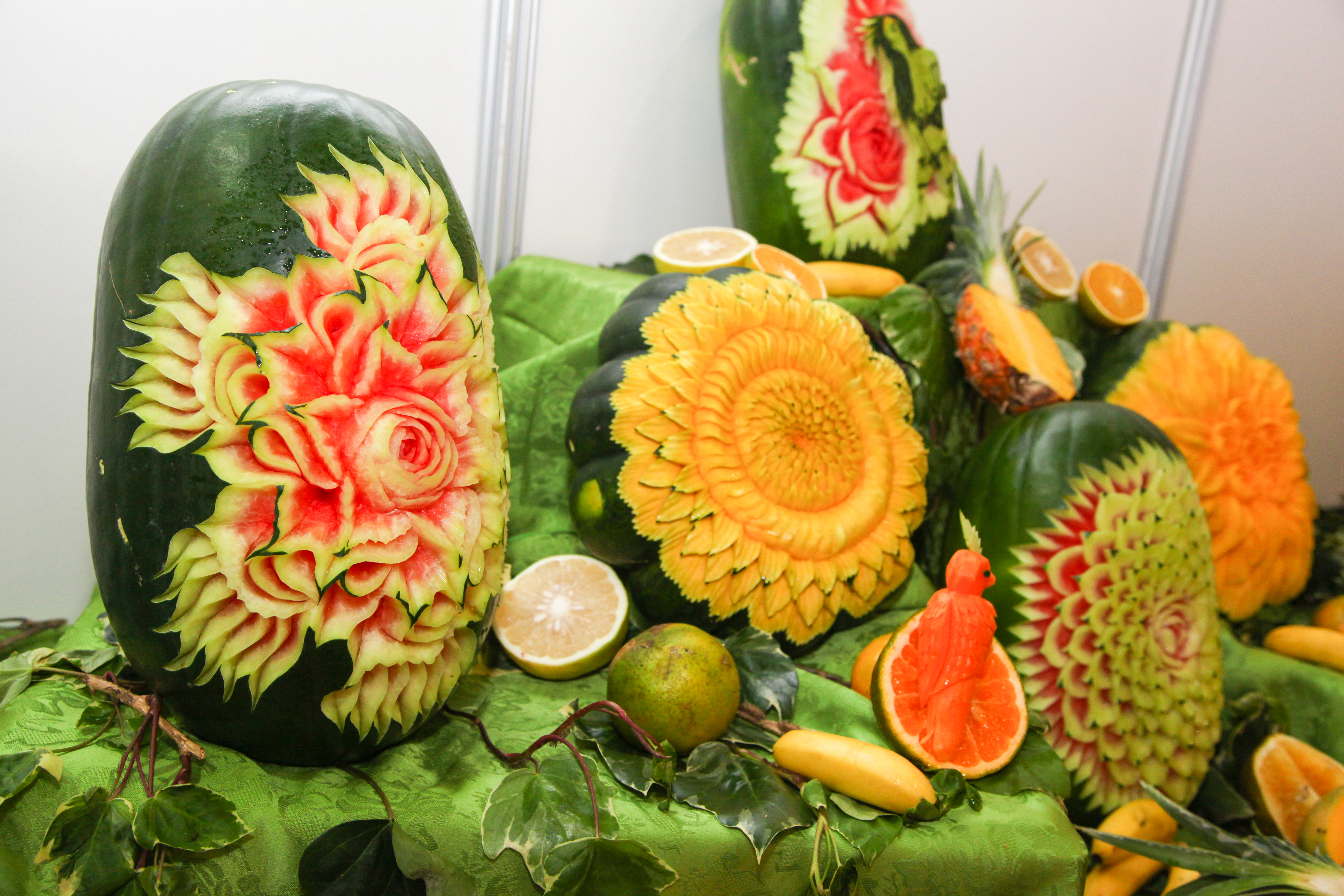
کنده‌کاری میوه

کنده‌کاری میوه (انگلیسی: Fruit carving) یک روش بسیار رایج در اروپا و کشورهای آسیایی و به خصوص محبوب در کشورهای تایلند، چین و ژاپن است. بسیاری از میوه‌ها می‌توانند در این فرایند مورد استفاده قرار بگیرند. محبوب‌ترین میوه‌هایی که در این هنر بکار می‌روند، هندوانه، سیب، توت فرنگی، آناناس و طالبی هستند.

## چین
بسیاری معتقدند که کنده‌کاری میوه در طول دودمان تانگ، (۶۱۸–۹۰۶ میلادی) به وجود آمده است. کنده‌کاری میوه در چین معمولاً ویژگی‌های موجودات اساطیری، و حیوانات را در خود دارند. کنده‌کاری میوه نه تنها در این کشور در مراسم فرهنگی و سنتی مورد استفاده قرار می‌گیرد، بلکه خانواده‌های عادی نیز برای تزئین ظرف غذا در زمان پذیرایی از مهمان‌ها از این روش تزیینی استفاده می‌کنند. به‌خصوص کنده‌کاری هندوانه هنوز هم مانند قدیم در چین بسیار محبوب است. معمولاً، روش کنده‌کاری خربزه بدین صورت است که سطح خارجی آن حک شده و گوشت میوهٔ خربزه از داخل آن بیرون آورده می‌شود، به طوری که می‌توان آن را به عنوان یک ظرف برای قرار دادن غذا یا گل استفاده کرد. کنده‌کاری میوه چینی افسانه‌ها و داستان‌های این کشور را بازگو می‌کنند.